# Kweku Adoboli

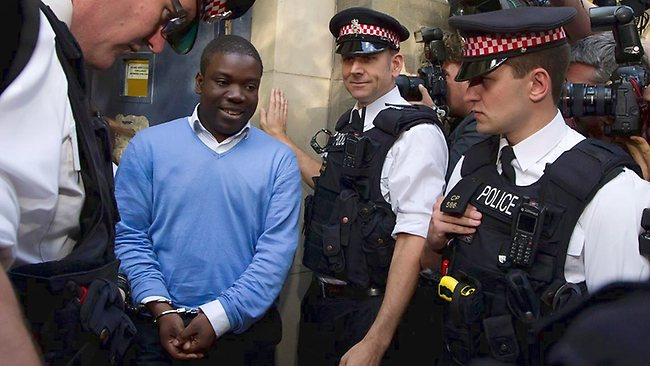
Kweku Adoboli (2011)

Kweku Mawuli Adoboli (* 21. Mai 1980 in Tema, Ghana) ist ein ehemaliger ghanaischer Investmentbanker und ehemaliger Angestellter der Schweizer Großbank UBS. Für diese arbeitete er im Investment Banking in London. Durch nicht autorisierte Handelsspekulationen erlitt die Bank 2011 durch ihn einen Verlust von 2,3 Milliarden US-Dollar. Im November 2012 wurde er in erster Instanz wegen Betrugs zu einer Freiheitsstrafe von sieben Jahren verurteilt. Er legte im Dezember 2012 Berufung gegen das Urteil ein, scheiterte am Londoner Berufungsgericht jedoch endgültig im Sommer 2014. Im Juni 2015 wurde er wegen guter Führung vorzeitig aus dem Gefängnis entlassen. 2018 wurde er nach Ghana ausgewiesen.

## Leben
Adoboli wuchs wegen der beruflichen Tätigkeit seines Vaters, eines Diplomaten bei den Vereinten Nationen (UN), in verschiedenen Ländern auf. 1991 zog er mit seiner Familie nach London. Ein Jahr später zogen seine Eltern weiter, Adoboli blieb im Vereinigten Königreich und besuchte eine private Internatsschule in West Yorkshire. Nach dem Schulabschluss und einer Jahrespause studierte er ab dem Jahr 2000 an der Universität Nottingham zunächst Chemieingenieurwesen, bevor er zu E-Commerce und Wirtschaftsinformatik wechselte.
Erstmals in Kontakt mit der UBS kam er im Jahr 2002 als Praktikant. Nach dem Studienabschluss mit dem Bachelor stieg er im September 2003 bei der UBS als Trainee für Hochschulabsolventen ein. Er arbeitete in der Handelsabwicklung (Back Office), bevor er Ende 2005 in den Handel (Frontoffice) kam. Dort arbeitete er zuletzt ab Ende September 2006 im Londoner Delta-1-Handelsteam im Bereich „Global Synthetic Equity“ mit Exchange-traded funds (ETFs). Im März 2008 wurde er zum Associate Director befördert.

## Anklage und Verurteilung
Am 15. September 2011 wurde Adoboli in London verhaftet. Ihm wurde vorgeworfen, durch unautorisierte Handelsgeschäfte einen Verlust von 2,3 Milliarden US-Dollar (ca. 2 Milliarden Schweizer Franken) verursacht zu haben. Er wurde am 16. September 2011 angeklagt, später wurde die Anklage um weitere Fälle erweitert. Insgesamt wurde ihm Betrug durch Missbrauch seiner Position in zwei Fällen sowie vier Fälle falscher Buchführung (Bilanzfälschung) zwischen Oktober 2008 und September 2011 vorgeworfen. Am 8. Juni 2012 entschied ein Gericht, dass er unter Auflagen auf Kaution freikomme. Der Prozess gegen ihn begann am 10. September 2012 in London. Er plädierte auf nicht schuldig, räumte aber vor Gericht ein, dass er Risikovorschriften der Bank missachtet, mit geheimen Konten gearbeitet und den Verlust verursacht habe. Zu seiner Verteidigung führte er ins Feld, dass er dabei immer das Wohl der UBS im Auge gehabt habe und seine Vorgesetzten seine Handlungen stillschweigend geduldet hätten. Am 20. November 2012 wurde Adoboli in erster Instanz von einem Londoner Geschworenengericht wegen Betrugs in zwei Fällen verurteilt. Der Richter legte die Haftstrafe auf sieben Jahre fest, wovon zumindest die Hälfte zu verbüßen waren. Vom Vorwurf der falschen Buchführung (Bilanzfälschung) in vier Fällen wurde er freigesprochen. Er legte im Dezember 2012 Berufung gegen das Urteil ein, die jedoch ein Richter im Juni 2013 ablehnte. Ein daraufhin eingereichter zweiter Antrag auf Berufung, über den drei Richter in einer Anhörung zu entscheiden hatten, wurde ein Jahr später ebenfalls abgelehnt. Im Juni 2015 wurde Adoboli wegen guter Führung aus dem Gefängnis entlassen. Seine Beschwerde gegen die drohende Abschiebung nach Ghana wurde von einem Verwaltungsgericht 2016 abgewiesen. Die britischen Behörden haben ihm ein lebenslanges Berufsverbot auferlegt. Am 14. November 2018 wurde er per Flugzeug nach Ghana ausgeflogen. Dort lebt er in der Hafenstadt Tema.

## Sicht der UBS
Laut UBS entstand der Verlust durch unautorisierten, spekulativen Handel mit verschiedenen Aktienindexfutures des S&P 500, DAX und Euro Stoxx im Verlauf der letzten drei Monate vor der Anklage. Dabei habe der Händler die Risikolimite überschritten. Dies habe er aber dadurch verdeckt, dass er Schein-Absicherungsgeschäfte getätigt habe. Das habe zu einer Verfälschung der tatsächlichen Dimension des Risikos geführt. Nachdem die UBS-Kontrollstellen die Positionen des Händlers geprüft und Rückfragen an ihn gerichtet hätten, habe dieser am 14. September 2011 seine unerlaubten Aktivitäten zugegeben.
Oswald Grübel, Chief Executive Officer (CEO) der UBS, trat wegen dieses Vorfalls am 24. September 2011 zurück.
Die Eidgenössische Finanzmarktaufsicht (FINMA) kündigte eine umfassende, unabhängige Untersuchung in Zusammenarbeit mit der britischen Finanzmarktaufsicht Financial Services Authority (FSA) an. Ein Sprecher der FINMA bezeichnete den Fall als den bisher größten bei einer Schweizer Bank. Es handelt sich um den größten Betrugsfall in der britischen Geschichte.